# Abies densa
Espèce
Statut de conservation UICN

 LC : Préoccupation mineure
Abies densa, espèce communément connue sous le nom de sapin du Bhoutan, est un conifère de la famille des Pinaceae. Elle est parfois classée comme une variété de Abies spectabilis (sapin de l'Himalaya oriental). L'espèce se trouve au Bhoutan, en Chine, en Inde et au Népal. Elle n'est pas considérée comme une espèce menacée par l'UICN.

## Description
Il peut mesurer jusqu'à 30-40 m (voire parfois 60 m) avec un tronc atteignant parfois 2,5 m[réf. nécessaire]. Ses aiguilles mesurent jusqu'à 4,5 cm de long[réf. nécessaire]. Les cônes sont généralement de couleur pourpre foncé et font 9-10 cm de long et 4 cm de large[réf. nécessaire].

## Répartition et habitat
Il s'agit d'un conifère dominant dans la ceinture de conifères supérieure de l'Himalaya centrale et orientale allant du Sikkim, Bhoutan et du Tibet jusqu'à la Birmanie adjacente. Il se trouve à des altitudes comprises entre 2800 et 3700 m[réf. nécessaire].

## Synonymes
Abies spectabilis var. densa, sapin du Bhoutan, sapin subalpin de l'Himalaya.